# Kronau
Kronau è un comune tedesco di 5 626 abitanti, situato nel land del Baden-Württemberg.